# 水的形状
《水的形状》（義大利語：La forma dell'acqua）是意大利侦探小说家安德烈亚·卡米莱里于1994年出版的小说，蒙塔巴诺警长探案系列的第一个故事。2002年，英文版出版。
它被意大利广播电视公司改编为电视剧，2000年5月2日首播。

## 情节提要

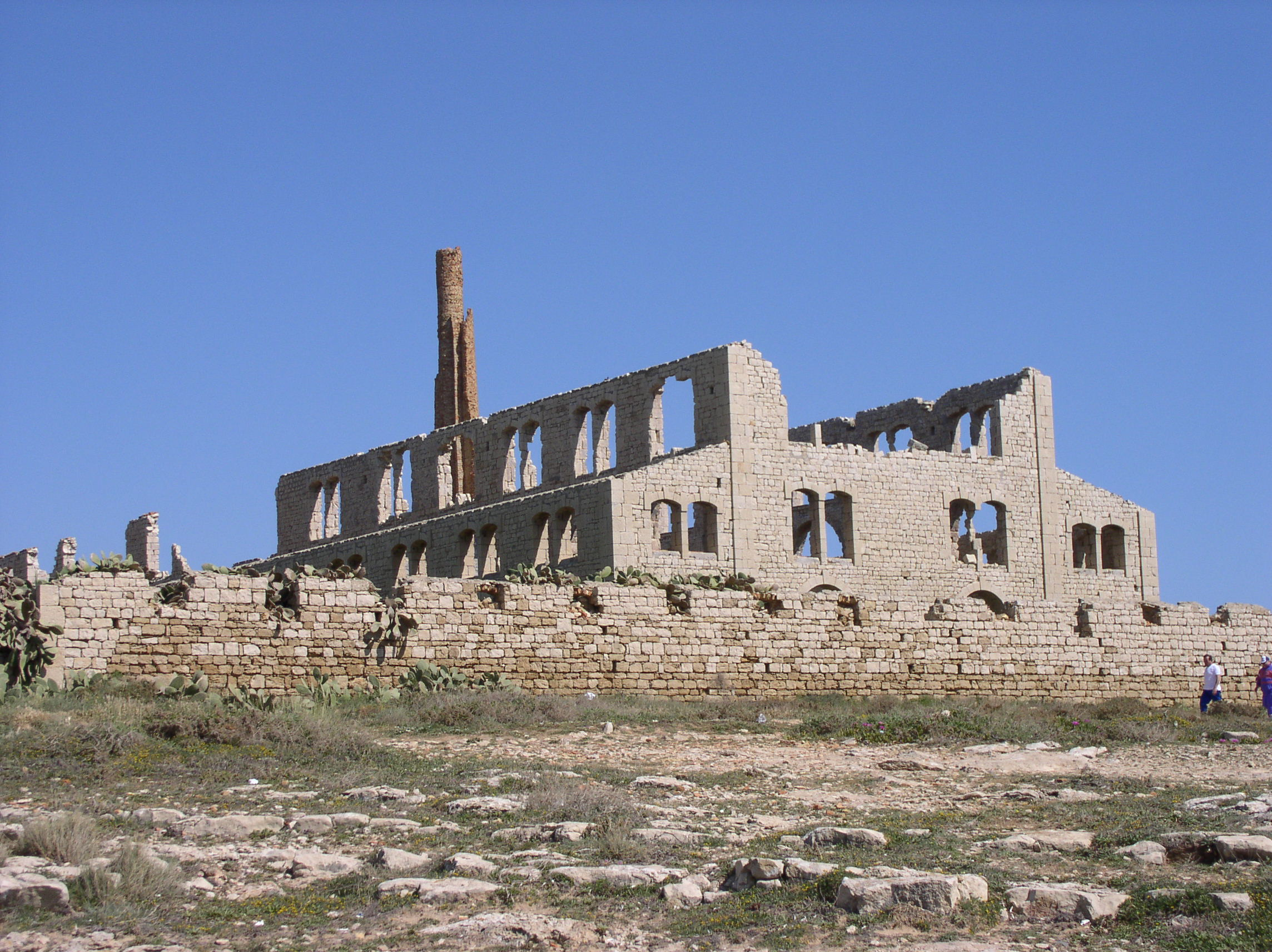
“牧场”，尸体的发现地（电视剧版本）

皮诺·卡塔拉诺（Pino Catalano）和萨罗·蒙塔波托（Saro Montaperto）是维加塔小镇上的两位年轻土地测量师，只因年轻而未被正式聘用。他们被斯派拉德公司聘为临时的“生态代理人”，其实就是负责收集清理垃圾。工头将原来佩佩和卡鲁佐负责的工作区域交给他俩来做。该区域被称为“牧场”（mànnara）。这是位于城镇郊区的一大片广阔的地中海灌木丛林，后面是一个大型化工厂的废墟。皮诺在清理靠近海滩的一部分，在灌木林里发现了一辆汽车，乘客座位上似乎有一个人。他并没有在睡觉，而是眼睛睁的很大，一动不动。他已经死了。
死者是当地著名的政治家，声誉极高。各方势力向警局施压，但蒙塔巴诺警长不愿草草结案。在关键证据的指引下，案件的迷雾被逐渐拨开，权力的游戏浮出水面......